# خوسيه زيليتا
خوسيه زيليتا هو وزير وصحفي وسياسي فلبيني، ولد في 7 فبراير 1889 في مدينة إيلويلو في الفلبين، وتوفي في 6 ديسمبر 1972. نشط حزبياً في بارتيدو ليبرال. وقد انتخب عضو مجلس الشيوخ الفلبيني ‏ وانتخب عضو مجلس النواب في الفلبين ‏ وانتخب رئيس مجلس الشيوخ في الفلبين ‏ (20 مايو 1953 – 30 ديسمبر 1953).